# Londerzeel
Londerzeel là một đô thị ở tỉnh Vlaams-Brabant. Đô thị này bao gồm các thị xã Londerzeel, Malderen, Steenhuffel (Home of Palm brewery) và St.-Jozef. Tại thời điểm ngày 1 tháng 1 năm 2006, Londerzeel có tổng dân số 17.435 người. Tổng diện tích là 36.29 km² với mật độ dân số là 480 người trên mỗi km².

## Dân địa phương nổi tiếng
- Gerard Walschap, nhà văn.